# 平岡麻美
平岡 麻美（ひらおか あさみ、1981年12月12日 -）は東京都出身の日本の柔道家。78kg級の選手。身長は166cm。組み手は右組み。得意技は大内刈。

## 経歴
柔道は11歳の時に千住警察署で始めた。足立第三中学から潤徳女子高校を経て、2000年には平成国際大学に進学すると、4年の時に学生体重別の78kg級で3位になった。
2004年には平成国際大学柔道クラブの所属となると、実業個人選手権では決勝でダイコロの近藤悦子を破って優勝した。2006年の実業個人選手権では決勝でコマツの松崎みずほを破って2年ぶり2度目の優勝を果たした。講道館杯では3位になった。2007年の体重別では3位だったが、実業個人選手権では決勝でコマツの岡村智美を破って2年連続3度目の優勝を飾った。2008年の体重別では決勝まで進むが、帝京大学4年の穴井さやかに敗れて2位だった。2009年の実業個人選手権では決勝で三井住友海上の高橋千尋を破って2年ぶり4度目の優勝を成し遂げた。2010年の講道館杯では決勝で北関東綜合警備保障の柴野亜希を破って優勝を飾った。続くグランドスラム・東京では初戦で敗れた。2011年の体重別では決勝で自衛隊体育学校の池田ひとみに敗れて2位だった。

## 主な戦績
- 2003年　- 学生体重別　3位
- 2004年　- 実業個人選手権　優勝
- 2006年　- 実業個人選手権　優勝
- 2006年　- カナダ国際　3位
- 2006年　- 講道館杯　3位
- 2007年 -　体重別　3位
- 2007年　- 実業個人選手権　優勝
- 2007年　- 講道館杯　3位
- 2008年 -　体重別　2位
- 2009年　- 実業個人選手権　優勝
- 2010年　- 講道館杯　優勝
- 2011年 -　体重別　2位

(出典、JudoInside.com)